# Sergio Gambini
Sergio Gambini (Bologna, 1º agosto 1952) è un politico italiano.

## Biografia
Alle elezioni politiche del 1996 è eletto senatore con la lista i “Democratici di Sinistra”. Dal 1996 al 1998 è stato membro della VI Commissione finanze e della XIII Commissione territorio, ambiente e beni ambientali.
Nel 2001, invece, è eletto deputato. Dal 2001 al 2006 è stato membro della X Commissione attività produttive e commercio.